# 콤팩트성 정리
수리논리학에서 콤팩트성 정리(compact性定理, 영어: compactness theorem)는 만약 어떤 1차 논리 이론의 모든 유한 부분 집합이 만족 가능하다면, 이론 전체가 만족 가능하다는 정리다. 1차 논리의 특징이며, 고차 논리나 무한 논리에서는 일반적으로 성립하지 않는다.

## 정의
콤팩트성 정리에 따르면, 부호수 {\displaystyle \sigma }의 (등호를 포함하는) 1차 논리 이론 {\displaystyle T}에 대하여, 다음이 서로 동치이다.
- (무모순성) {\displaystyle T\nvdash \bot }
- (만족 가능성) {\displaystyle M\models T}인 {\displaystyle \sigma }-구조 {\displaystyle M}이 존재한다.
- (가산 만족 가능성) {\displaystyle M\models T}인 가산 {\displaystyle \sigma }-구조 {\displaystyle M}이 존재한다.
- (국소 무모순성) {\displaystyle T}의 모든 유한 부분 집합 {\displaystyle S\subset T}에 대하여, {\displaystyle S\nvdash \bot }
- (국소 만족 가능성) {\displaystyle T}의 모든 유한 부분 집합 {\displaystyle S\subset T}에 대하여, {\displaystyle M_{S}\models S}인 {\displaystyle \sigma }-구조 {\displaystyle M_{S}}가 존재한다.
- (국소 가산 만족 가능성) {\displaystyle T}의 모든 유한 부분 집합 {\displaystyle S\subset T}에 대하여, {\displaystyle M\models S}인 가산 {\displaystyle \sigma }-구조 {\displaystyle M_{S}}가 존재한다.

## 응용
콤팩트성 정리를 이용하여, 어떤 1차 논리적 명제가 표수 0인 임의의 체에 대해 성립한다면, 상수 p가 존재해서 표수가 p보다 큰 임의의 체에 대해 이 명제가 성립함을 알 수 있다.
증명은 다음과 같다. φ가 그 명제일 때, 가정에 따라 그 부정 ¬φ와 체의 공리들 및 무한개의 명제들 1+1≠0, 1+1+1≠0, …로 이루어진 집합의 모형은 존재하지 않는다. 그러므로 그 집합의 어떤 유한 부분집합이 모형을 갖지 않으며, 이는 달리 말하면 표수가 몇몇 유한한 자연수들 중 하나가 아니면서 ¬φ가 성립하는 체가 존재하지 않는다는 뜻이므로 증명이 끝난다.
명제 논리의 콤팩트성 정리는 불 대수의 스톤 쌍대성에 따라, 스톤 공간에 대한 티호노프 정리(콤팩트 공간의 임의의 곱이 여전히 콤팩트 공간)와 동치이다. "콤팩트성 정리"라는 이름은 이로부터 기인하였다.

## 역사
쿠르트 괴델이 가산 부호수에 대한 콤팩트성 정리를 1930년에 증명하였다. 아나톨리 말체프가 일반적인 경우를 1936년에 증명하였다.

## 같이 보기
- 괴델의 완전성 정리
- 뢰벤하임-스콜렘 정리
- 약콤팩트 기수
- 강콤팩트 기수